# MikroRNA
Et mikroRNA (forkortet miRNA) er et lille ikke-kodende RNA-molekyle indeholdende ca. 22 nukleotider, der fungerer i den post-transkriptionelle regulering af genekspressionen, se proteinbiosyntesen. Det er små molekyler med stor effekt. Det er foreslået at miRNA'er er dybt forbundet med og nødvendige for fremkomsten af komplekse hjerner.
miRNA'er fungerer på mRNA-niveau primært via baseparring med komplementære sekvenser i mRNA-molekylerne. Som resultat bliver disse mRNA molekyler bragt til tavshed, hæmmet, på engelsk generelt kaldt “RNA silencing”. Dette sker for miRNA ved en eller flere af følgende processer:
(1) Spaltning af mRNA-strengen i to stykker
(2) Destabilisering af mRNA'et ved afkortning af dets polyA-hale
(3) Mindre effektiv translation på ribosom-niveau.
miRNA'er ligner andre små RNA’er som f.eks. de små interfererende RNA'er (siRNA'er) bortset fra at de foldes tilbage på sig selv for at danne korte hårnåle, mens siRNA'er stammer fra længere regioner med dobbeltstrenget RNA.
Det humane genom koder for mange miRNA'er, og der er med sikkerhed identificeret omkring 2600 gener for miRNA i mennesket og 162 i blæksprutter.
Mange miRNA'er er evolutionsmæssigt bevaret, hvilket betyder, at de har vigtige biologiske funktioner. Dette kan betyde at miRNA indgår i reguleringen af så mange som 60% af menneskers og dyrs gener. Deregulering eller malfunktion af mikroRNA har vist sig at være forbundet til udviklingsafvigelser, fysiologiske og adfærdsafvigelser og cancer.

## Mekanisme
Et miRNA er komplementært til en del af et eller flere messenger RNA (mRNA) og regulerer derved genudtrykket. miRNA fra mennesker og dyr er sædvanligvis komplementære til en del af 3' UTR -regionen af mRNA, hvorimod miRNAs fra planter sædvanligvis er komplementære til en del af den kodende region af mRNA. Perfekt eller næsten perfekt baseparring vil fremme den enzymatiske spaltning af mRNA (se en:Argonaute), som er den primære mekanisme hos planter.

## OncomiR
En oncomiR (oncomikroRNA) forårsager cancer ved at nedregulere gener på to måder: ved hæmning af translationen eller ved at destabilisere mRNA. Særligt udsatte er generne, der regulerer cellens kredsløb.
I et cancervæv kan mængden af en oncomiR være hævet eller sænket. Ved forhøjet niveau undertrykker oncomiR sandsynligvis et tumor suppressor-gen, se en:tumor suppressor. Ved sænket niveau sættes reguleringen fri og cellerne kan proliferere.
miRNA er også fundet hos virus som f.eks. hos Epstein–Barr virus, EBV, der er associeret til flere typer cancer.

## Nogle eksempler
- miR-27, cancerregulering, se en:miR-27
- miR-31, metastaseregulering[7]
- miR-33, forhøjet lipoprotein, se en:miR-33
- miRNA-96, betydning af mutationer i miRNA[8]
- miR-122, oncogenregulering, se ill. og en:miR-122
- miRNA-335(-5p), oncogenregulering[9]
- miR-338, se en:miR-338
- miR-483-5p, stress-regulering[10]

## Andre RNA
Oversigt over små, mindre og større RNA:
- anti-miR eller blockmir, se en:Antagomir
- ceRNA, se en:Competing endogenous RNA (CeRNA)
- circRNA (circulært RNA)
- crRNA, CRISPR RNA
- exRNA (extracellulært RNA)
- gRNA, guide-RNA
- lncRNA, se en:long non-coding RNA
- miRNA, mikroRNA eller miR
- piRNA se en:piwi-interacting RNA
- siRNA se en:small interfering RNA
- snRNA se en:small nuclear RNA
- snoRNA se en:small nucleolar RNA
- SNP RNA, signal recognition particle RNA
- tnRNA se en:tiny noncoding RNA
- tracrRNA, se en:Trans-activating crRNA

## Eksterne links og henvisninger
1. ↑  MikroRNA - små gener med stort potentiale. Videnskab.dk 2009
2. 1 2  Octopus Brains Evolved to Share a Surprising Trait in With Our Brains. ScienceAlert 2022
3. ↑  MicroRNA Target Recognition and Regulatory Functions. Cell. 2009
4. ↑  A Uniform System For The Annotation Of Human microRNA Genes And The Evolution Of The Human microRNAome. Annual Review of Genetics 2015
5. ↑  Biological principles of microRNA-mediated regulation: shared themes amid diversity. Nat. Rev. Genet. 2008
6. ↑  Advanced extraction of urinary microRNA for early cancer detection. Nature Portfolio 2021
7. ↑  RNA Snippet Suppresses Spread Of Aggressive Breast Cancer. Science Daily 2009
8. ↑  Targeted genome editing restores auditory function in adult mice with progressive hearing loss caused by a human microRNA mutation. Science 2024
9. ↑  MiRNA-335 suppresses neuroblastoma cell invasiveness by direct targeting of multiple genes from the non-canonical TGF-β signalling pathway. Carcinogenesis 2012
10. ↑  miR-483-5p offsets functional and behavioural effects of stress in male mice through synapse-targeted repression of Pgap2 in the basolateral amygdala. Nature 2024